# Eupherusa
Eupherusa  es un género de aves apodiformes perteneciente a la familia Trochilidae —los colibríes— que agrupa a cinco especies nativas de México y América Central, cuyas áreas de distribución se encuentran entre el oeste de México y el centro de Panamá. A sus miembros se les conoce por el nombre común de colibríes.

## Características
Los colibríes de este género miden entre 7,5 y 11 cm de longitud; de picos rectos y negros, alas negras, algunos con una distintiva «hombrera» rufa, dorso verde brillante y colas de puntas cuadradas, muchas presentan además un extenso blanco en la cola; presentan dimorfismo sexual, los machos tienen las partes inferiores verdes, excepto E. nigriventris que es toda negra, mientras que en las hembras son blanco grisáceas.

## Sistemática
El género Eupherusa fue propuesto por el ornitólogo británico John Gould en 1857 en su monumental obra A monograph of the Trochilidæ, or family of humming-birds; la especie tipo, designada por monotipia es Ornismya eximia,  actualmente Eupherusa eximia.

### Etimología
El nombre genérico femenino «Eupherusa» se compone de las palabras del griego «eu» que significa ‘bueno’ y «pherō» que significa ‘llevar’, ‘cargar’.

### Taxonomía
Un estudio de filogenética molecular publicado por McGuire et al. (2014), encontró que el género Thalurania no era monofilético, con la entonces especie Thalurania ridgwayi, el zafiro mexicano, estrechamente relacionada con las especies del presente género. Como consecuencia, dicha especie fue transferida para Eupherusa, lo que fue reconocido por el Comité de Clasificación de Norte y Mesoamérica (N&MACC) en la Propuesta No 2020-A-02, y adoptado por las principales clasificaciones.

## Lista de eespecies
Según las clasificaciones del Congreso Ornitológico Internacional (IOC) y Clements Checklist/eBird, el género agrupa a las siguientes especies con el respectivo nombre popular de acuerdo con la Sociedad Española de Ornitología (SEO):
| Imagen | Nombre científico      | Autor              | Nombre común        | Estado de conservación | Distribución |
| ------ | ---------------------- | ------------------ | ------------------- | ---------------------- | ------------ |
|        | Eupherusa ridgwayi     | (Nelson), 1900     | zafiro mexicano     | VU                     |              |
|        | Eupherusa poliocerca   | Elliot, 1871       | colibrí de Guerrero | NT                     |              |
|        | Eupherusa cyanophrys   | Rowley & Orr, 1964 | colibrí oaxaqueño   | EN                     |              |
|        | Eupherusa eximia       | (Delattre), 1843   | colibrí colirrayado | LC                     |              |
|        | Eupherusa nigriventris | Lawrence, 1868     | colibrí ventrinegro | LC                     |              |